# Castrelos
Castrelos és un llogaret que fou freguesia portuguesa del municipi de Bragança, amb 19,03 km² d'àrea i 127 habitants (cens del 2011). Densitat de població: 6,7 hab/km².
Fou eliminada el 2013, en el marc d'una reforma administrativa nacional, i s'agregà a la freguesia de Carrazedo, per formar-ne una de nova denominada Unió de Freguesies de Castrelos i Carrazedo, de la qual és la seu.

## Població
| Població de la freguesia de Castrelos | Població de la freguesia de Castrelos | Població de la freguesia de Castrelos | Població de la freguesia de Castrelos | Població de la freguesia de Castrelos | Població de la freguesia de Castrelos | Població de la freguesia de Castrelos | Població de la freguesia de Castrelos | Població de la freguesia de Castrelos | Població de la freguesia de Castrelos | Població de la freguesia de Castrelos | Població de la freguesia de Castrelos | Població de la freguesia de Castrelos | Població de la freguesia de Castrelos | Població de la freguesia de Castrelos |
| ------------------------------------- | ------------------------------------- | ------------------------------------- | ------------------------------------- | ------------------------------------- | ------------------------------------- | ------------------------------------- | ------------------------------------- | ------------------------------------- | ------------------------------------- | ------------------------------------- | ------------------------------------- | ------------------------------------- | ------------------------------------- | ------------------------------------- |
| 1864                                  | 1878                                  | 1890                                  | 1900                                  | 1911                                  | 1920                                  | 1930                                  | 1940                                  | 1950                                  | 1960                                  | 1970                                  | 1981                                  | 1991                                  | 2001                                  | 2011                                  |
| 451                                   | 496                                   | 452                                   | 477                                   | 482                                   | 497                                   | 505                                   | 497                                   | 509                                   | 437                                   | 328                                   | 332                                   | 273                                   | 186                                   | 127                                   |